# Museo Interactivo de la Policía Federal
El Museo Interactivo de la Policía Federal es un museo ubicado en la Ciudad de México. Es un espacio cuya finalidad es proporcionar información sobre las instituciones policiales. Algunas de las actividades con las que cuenta este museo son:
Este museo consta de una sala.